# Quaker Oats Company

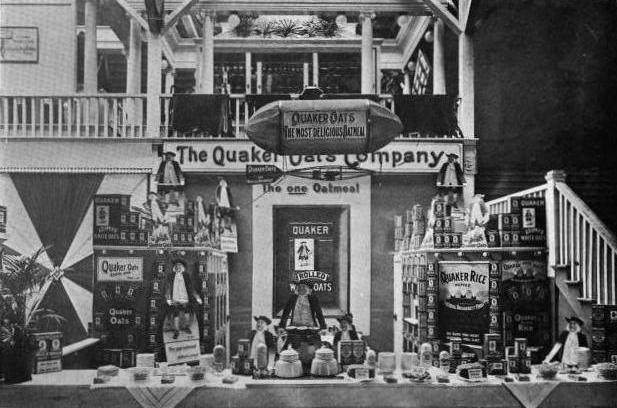
Exhibición de Quaker Oats en 1913.

Quaker Oats Company es una corporación estadounidense de alimentos con sede en Chicago, Illinois. Es propiedad de PepsiCo desde su venta en 2001 y es mundialmente reconocida por sus múltiples avenas que ha lanzado al mercado.

## Historia

### Antecedentes
En la década de 1850, Ferdinand Schumacher y Robert Stuart fundan Oat Mills. Schumacher fundó German Mills American Oatmeal Company, en Akron, Ohio, y Stuart Mills fundó North Star Mills en Ontario, Canadá. En 1870, Schumacher corrió su primer anuncio de cereal conocido en el diario Akron Beacon Journal. 
En Ravenna, Ohio, el 4 de septiembre de 1877, se da la primera marca comercial de un cereal para el desayuno, por Henry Seymour, propietario de la Quaker Mill Company.
En 1879, John Stuart y su hermano Robert, se unieron con George Douglas para formar Imperial Mill y se instalaron en Chicago, Illinois. En 1881, Henry Crowell compró la Quaker Mill Company, y al año siguiente se lanzó una campaña publicitaria a nivel nacional para dar a conocer a Quaker Oats. 
En 1885, Quaker Oats introdujo la caja de cereales, por lo que era posible comprar el producto en cantidades moderadas. En 1888, la Sociedad Americana del Cereal se formó por la fusión de siete grandes molineros de avena. Ferdinand Schumacher fue nombrado presidente, Henry Crowell, director general y John Stuart secretario tesorero.

### Historia

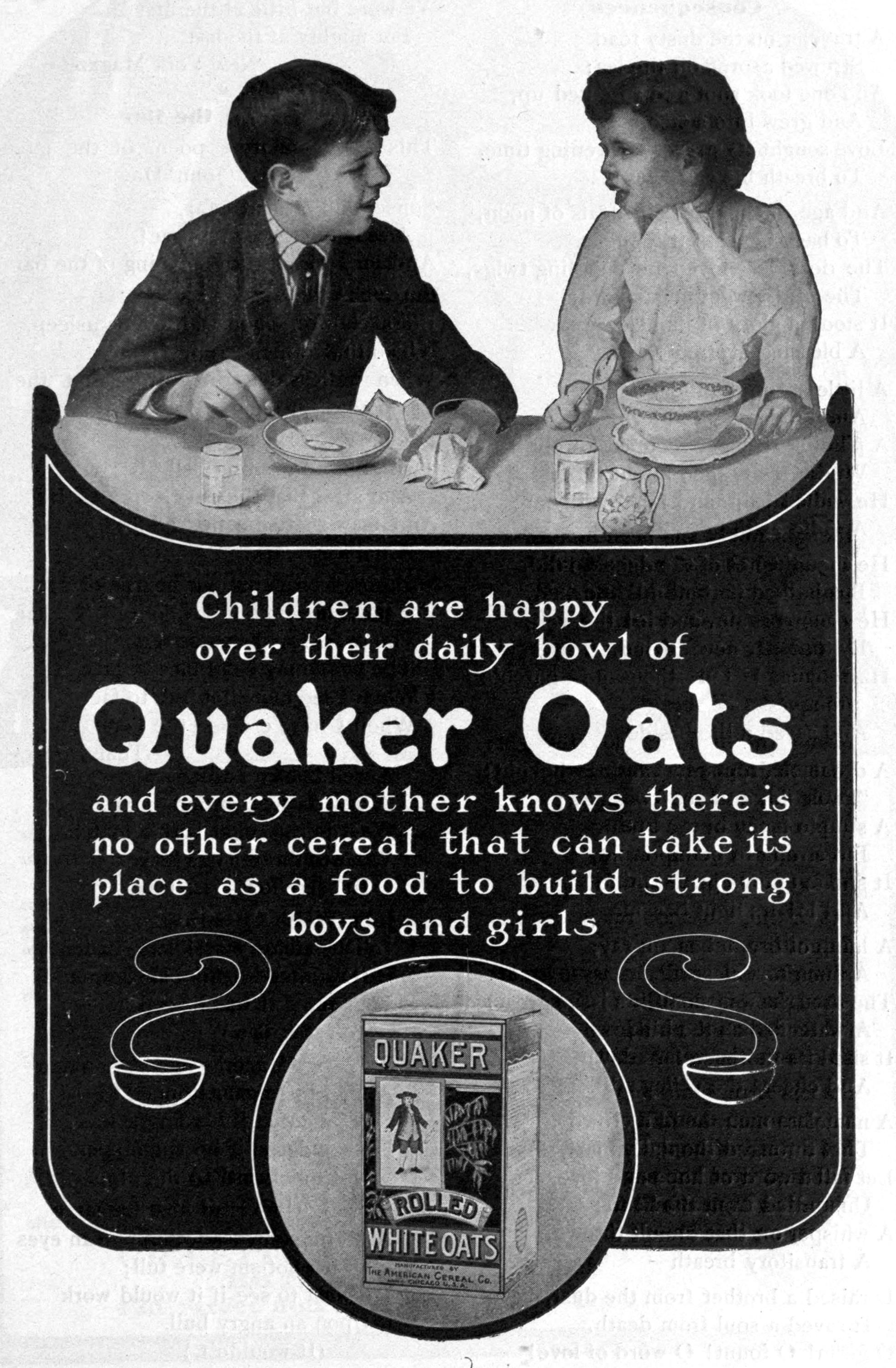
Anuncio de revista de 1905.

Quaker Oats fue fundada oficialmente en 1901 por la fusión de cuatro molinos de avena (estos eran Quaker Mill Company, Cedar Rapids, German Mills American Oatmeal Company y Rob Lewis & Co. American Oats, junto con Barley Oatmeal Corporation), todos las cuales vendían productos hechos de avena, por ejemplo la harina de avena. 
La compañía se diversificó en numerosas ramas, incluyendo cereales para el desayuno, productos a base de arroz, diferentes esteroides alimenticios y bebidas e incluso en campos no relacionados, tales como la fabricación de juguetes.
En los años 70, financió el rodaje de la película Willy Wonka y la fábrica de chocolate, lo que permitió a la compañía utilizar diversos nombres de productos mencionados en la película para sus barras de caramelo.
En 1969, Quaker adquirió Fisher-Price, una compañía de juguetes infantiles, y la hizo internacionalizar en 1991. En 1983, compró Quaker Stokely-Van Camp, Inc., fabricantes de Van Camp y Gatorade.
En agosto de 2001, Quaker se fusionó con PepsiCo, dado que Pepsi quería añadir Gatorade a su arsenal de bebidas y así entrar en el mercado de las bebidas isotónicas. La venta fue de 13.9 mil millones de dólares. La fusión creó la cuarta compañía más grande del mundo en artículos de consumo. Aunque el premio principal para PepsiCo fue Gatorade, la división de alimentos de cereales y aperitivos de Quaker sirvió como complemento para el vigente Frito-Lays en su división de snacks salados.

## El hombre del Quaker

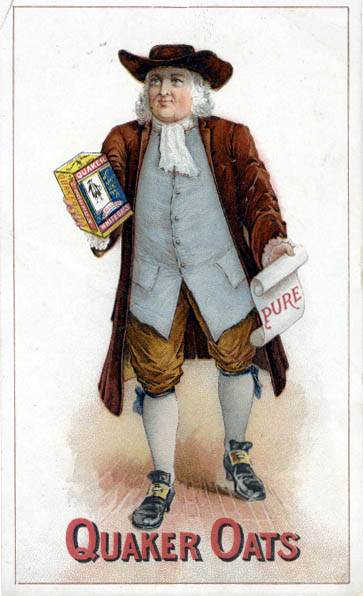
Anuncio de Quaker publicado hacia 1909.

Hoy en día, la empresa señala que "El 'Hombre Quaker' no representa a una persona real. Su imagen es la de un hombre vestido con el atuendo cuáquero, elegido bajo la premisa de que dicha fe proyecta los valores de la honestidad, la integridad, la pureza y la fuerza".
Sin embargo, a principios de la publicidad de Quaker Oats, que data de 1909, se identifica a "El hombre del Quaker" como William Penn, un filósofo del siglo XVII, y se refirió a él como "el abanderado de los 'cuáqueros' y de Quaker Oats". La figura se asemeja a los grabados clásicos de la imagen de Penn, comenzando en 1877, cuando fue representado de cuerpo entero, a veces sosteniendo un rollo con la palabra "puro", escrita en él.
En 1946, el diseñador gráfico Jim Nash creó un retrato de cabeza y hombros en blanco y negro del "Hombre Quaker". Luego se le dio color a esa misma imagen en el retrato de Haddon Sundblom, la cual debutó en 1957.
El logotipo monocromático para Quaker Oats Company debutó en 1969. Un modelo de la ilustración de Sundblom fue creado por Saul Bass, un diseñador gráfico conocido por sus secuencias de títulos de películas de cine y logotipos corporativos.
La empresa no tiene relaciones formales con la Sociedad Religiosa de los Amigos (cuáqueros). Mientras la compañía crecía, los empresarios cuáqueros eran conocidos por su sinceridad (a menudo visto como un testimonio de la fe cuáquera). En The Straight Dope (columna de una línea de periódicos de preguntas y respuestas, publicada por el Chicago Reader, sindicado en treinta periódicos de Estados Unidos y Canadá), escriben: "De acuerdo con la buena gente de Quaker Oats, 'El hombre del Quaker' fue la primera marca registrada en Estados Unidos de un cereal para el desayuno. El registro tuvo lugar el 4 de septiembre de 1877".